# ロヴィート
ロヴィート（イタリア語: Rovito）は、イタリア共和国カラブリア州コゼンツァ県にある、人口約3,200人の基礎自治体（コムーネ）。

## 地理

### 位置・広がり

#### 隣接コムーネ
隣接するコムーネは以下の通り。
- カザーリ・デル・マンコ
- チェーリコ
- コゼンツァ
- ラッパーノ
- サン・ピエトロ・イン・グアラーノ
- ツンパーノ